# Denscantia monodon
Denscantia monodon är en måreväxtart som först beskrevs av Karl Moritz Schumann, och fick sitt nu gällande namn av Elsa Leonor Cabral och Nélida María Bacigalupo. Denscantia monodon ingår i släktet Denscantia och familjen måreväxter. Inga underarter finns listade i Catalogue of Life.